# Dekanat Białystok – Dojlidy
Dekanat Białystok – Dojlidy – jeden z 13 dekanatów w rzymskokatolickiej archidiecezji białostockiej.

## Parafie
W skład dekanatu wchodzi 10 parafii:
- parafia św. Teresy od Dzieciątka Jezus w Białowieży
- parafia Chrystusa Króla w Białymstoku
- parafia Niepokalanego Serca Maryi w Białymstoku
- parafia św. Jana Chrzciciela w Białymstoku
- parafia Krzyża Świętego w Grabówce
- parafia Najświętszego Serca Pana Jezusa w Gródku
- parafia Przemienienia Pańskiego w Jałówce
- parafia Opatrzności Bożej w Michałowie
- parafia św. Jana Chrzciciela w Narewce
- parafia św. Apostołów Piotra i Pawła w Zabłudowie

## Władze dekanatu
Dziekanem dekanatu Dojlidy jest ks. dr Zbigniew Snarski, proboszcz parafii Niepokalanego Serca Maryi

## Sąsiednie dekanaty
Białystok – Białostoczek, Białystok – Nowe Miasto, Białystok – Śródmieście, Bielsk Podlaski (diec. drohiczyńska), Hajnówka (diec. drohiczyńska), Krynki, Wasilków